# Арсхот
Арсхот (на нидерландски: Aarschot) е град в Централна Белгия, окръг Льовен на провинция Фламандски Брабант. Намира се на 11 km североизточно от град Льовен. Населението му е около 27 900 души (2006).